# فرانسيس روبنز ابتون
فرانسيس روبنز ابتون (بالإنجليزية: Francis Robbins Upton)‏ (و. 1852 – 1921 م) هو فيزيائي، ورياضياتي، ومخترع من الولايات المتحدة الأمريكية . ولد في ماساتشوستس .
توفي في نيويورك (ولاية)، عن عمر يناهز 69 عاماً.

## التعليم
تعلم في جامعة برنستون، وكلية بودوين، وأكاديمية فليبس